# Ali Rida Pascià al-Rikabi
ʿAlī Riḍā Pascià al-Rikābī (in arabo ﻋﻠﻲ رضا باشا الركابي‎?; Damasco, 1863 – 25 maggio 1943) è stato un patriota, politico arabo siriano, che visse tra la Giordania e la natia Siria.
Fu capo del governo della Siria dal 30 settembre al 5 ottobre 1918 e poi Primo ministro della Siria dall'8 marzo al 3 maggio 1920.
Fu anche Primo ministro dell'Emirato di Transgiordania dal 30 marzo 1922 al 1º febbraio 1923 e dal 3 marzo 1924 al 26 giugno 1926.